# Hey Venus!
Hey Venus! je osmé studiové album velšské skupiny Super Furry Animals. Album vyšlo v srpnu 2007 u vydavatelství Rough Trade Records. Album produkovala skupina Super Furry Animals a David Newfeld.
V žebříčku UK Albums Chart se umístilo nejlépe na 11. místě.

## Seznam skladeb
| Pořadí | Název                           | Délka |
| ------ | ------------------------------- | ----- |
| 1.     | The Gateway Song                | 0:43  |
| 2.     | Run-Away                        | 2:53  |
| 3.     | Show Your Hand                  | 2:51  |
| 4.     | The Gift That Keeps Giving      | 3:19  |
| 5.     | Neo Consumer                    | 2:03  |
| 6.     | Into the Night                  | 3:32  |
| 7.     | "Baby Ate My Eightball          | 3:35  |
| 8.     | Carbon Dating                   | 4:35  |
| 9.     | Suckers!                        | 4:05  |
| 10.    | Battersea Odyssey               | 4:07  |
| 11.    | Let the Wolves Howl at the Moon | 4:41  |

## Obsazení
Super Furry Animals
- Gruff Rhys – zpěv, rytmická kytara, saz, varhany
- Huw Bunford – sólová kytara, doprovodný zpěv, zpěv
- Guto Pryce – basová kytara
- Cian Ciaran – klávesy, doprovodný zpěv, zpěv
- Dafydd Ieuan – bicí, doprovodný zpěv

Ostatní hudebníci
- Kris Jenkins – perkuse (1, 2, 4, 6, 7, 8, 9, 10, 11)
- Gary Alesbrook – trubka (3, 4, 7, 10)
- Nick Atwood – pozoun (3, 4, 7, 10, 11)
- Martin Owen – francouzský roh (3)
- Phil Woods – francouzský roh (3)
- Kathryn Saunders – francouzský roh (3)
- Matt Sibley – saxofon (4, 7, 10)
- Brian Wright – housle (3, 8)
- Charles Nolan – housle (3, 8)
- Rick Koster – housle (3, 8)
- Laura Melhuish – housle (3, 8)
- Amanda Britton – housle (3, 8)
- Sally Herbert – housle (3, 8)
- Marcus Holloway – violoncello (3, 8)
- Ian Burdge – violoncello (3, 8)
- Sean O'Hagan – aranže smyčců
- Super Furry Animals – aranže smyčců